# Aulon (Alti Pirenei)
Aulon è un comune francese di 83 abitanti situato nel dipartimento degli Alti Pirenei nella regione dell'Occitana.

## Società

### Evoluzione demografica
Abitanti censiti